# Jackson Rhoads

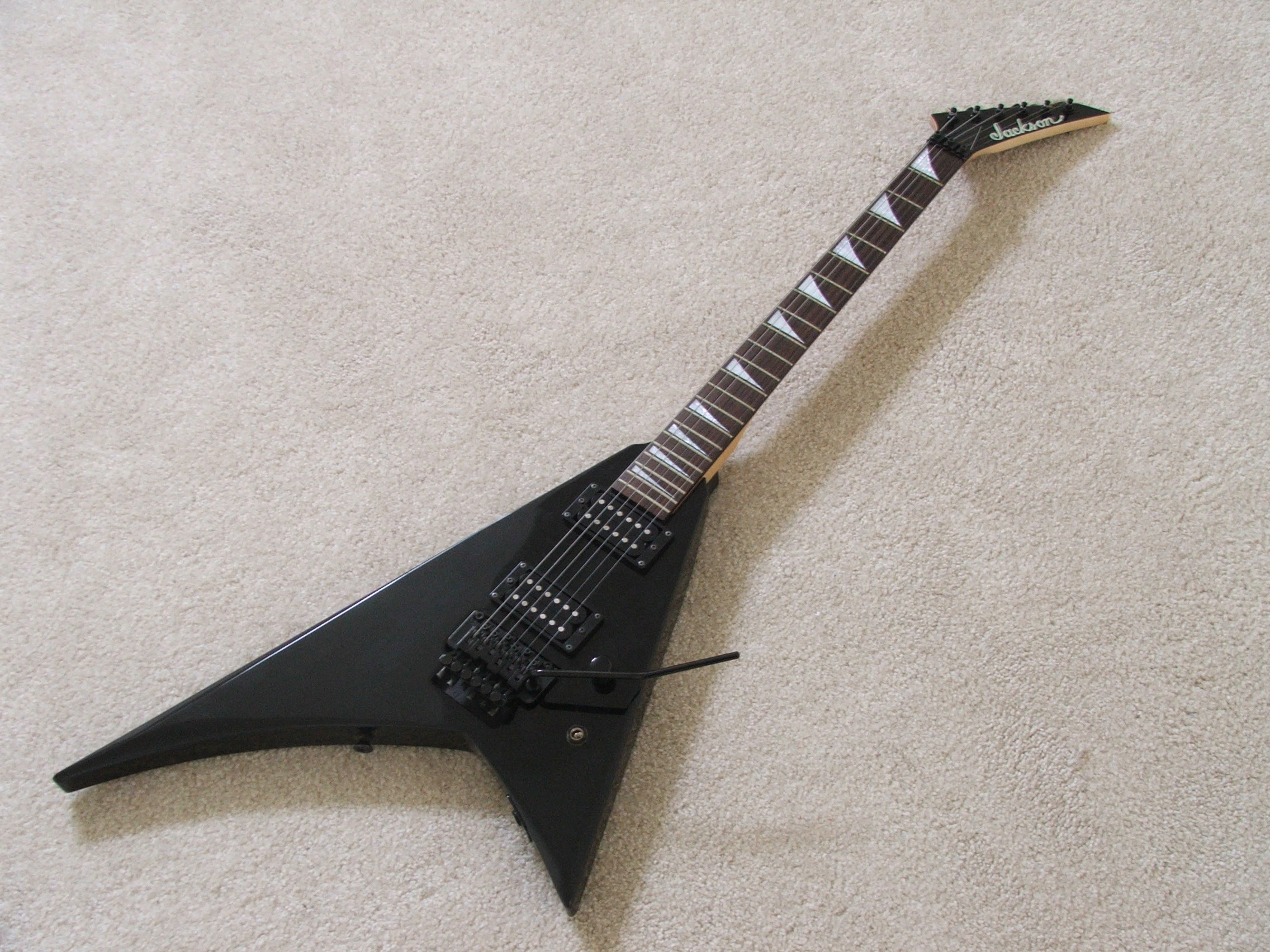
Typische Form einer Jackson RR

Die Randy Rhoads ist das erste Serienmodell des amerikanischen E-Gitarren-Herstellers Jackson. Es wird seit 1982 angeboten.
Die Form des Korpus ist an die der Gibson Flying V angelehnt, jedoch mit asymmetrischen, spitz zulaufenden Zargen. Das Instrument besitzt ein bis zwei Humbucker, vielfach ein Floyd-Rose-Tremolo und in der Regel 22 oder 24 Bünde. Die Kopfplatte ist im herstellertypischen Design gehalten, gegen Aufpreis ist eine nach oben statt abwärts gerichtete Ausführung (englisch: Reversed headstock) erhältlich.
Das Modell wurde bereits aus verschiedenen Holzarten hergestellt. Sowohl am Hals als auch am Korpus kommt oft Erlenholz beziehungsweise Ahornholz zum Einsatz. Es gab und gibt sowohl Ausführungen mit durchgehendem als auch mit verschraubtem Hals sowie zahlreiche Sondermodelle mit den verschiedensten Effektlackierungen, teilweise auch mit aktiven Tonabnehmern und speziellen elektronischen Schaltungen. Völlig individuelle Einzelstücke oder Kleinstserienmodelle werden im werkseigenen Custom Shop hergestellt.
Die Randy Rhoads zählt nach wie vor zu den beliebtesten Jackson-Gitarren; ihre Korpusform wurde bald auch von anderen Herstellern imitiert, zum Beispiel von ESP.